# Префектура (Япония)
Префектура е основното административно деление на съвременна Япония. 
Япония има 47 префектури, включващи:
- 1 метрополис – Токио,
- района Хокайдо,
- 2 урбанистични префектури – Осака и Киото и
- 43 други префектури.

Всяка префектура има свой собствен губернатор и еднокамерен парламент.